# Nahīrāt
Nahīrāt (persiska: نهیرات) är en ort i Iran.   Den ligger i provinsen Khuzestan, i den västra delen av landet, 600 km sydväst om huvudstaden Teheran. Nahīrāt ligger 9 meter över havet och antalet invånare är 102.
Terrängen runt Nahīrāt är mycket platt. Runt Nahīrāt är det ganska glesbefolkat, med 38 invånare per kvadratkilometer. Närmaste större samhälle är Sūsangerd, 18,4 km öster om Nahīrāt. Trakten runt Nahīrāt består till största delen av jordbruksmark.